# Szjasz
A Szjasz (cirill betűkkel Сясь, finnül: Säsjoki, vepsze nyelven Säs' ) egy folyó Oroszországban. A Ladoga-tóba ömlik. Hossza 260 km, vízgyűjtő területe 7330 km². Legnagyobb mellékfolyója a Tyihvinka. A Novgorodi területen a Ljubityinói járást, a Leningrádi területen pedig a Tyihvini és Volhovi járást érinti.

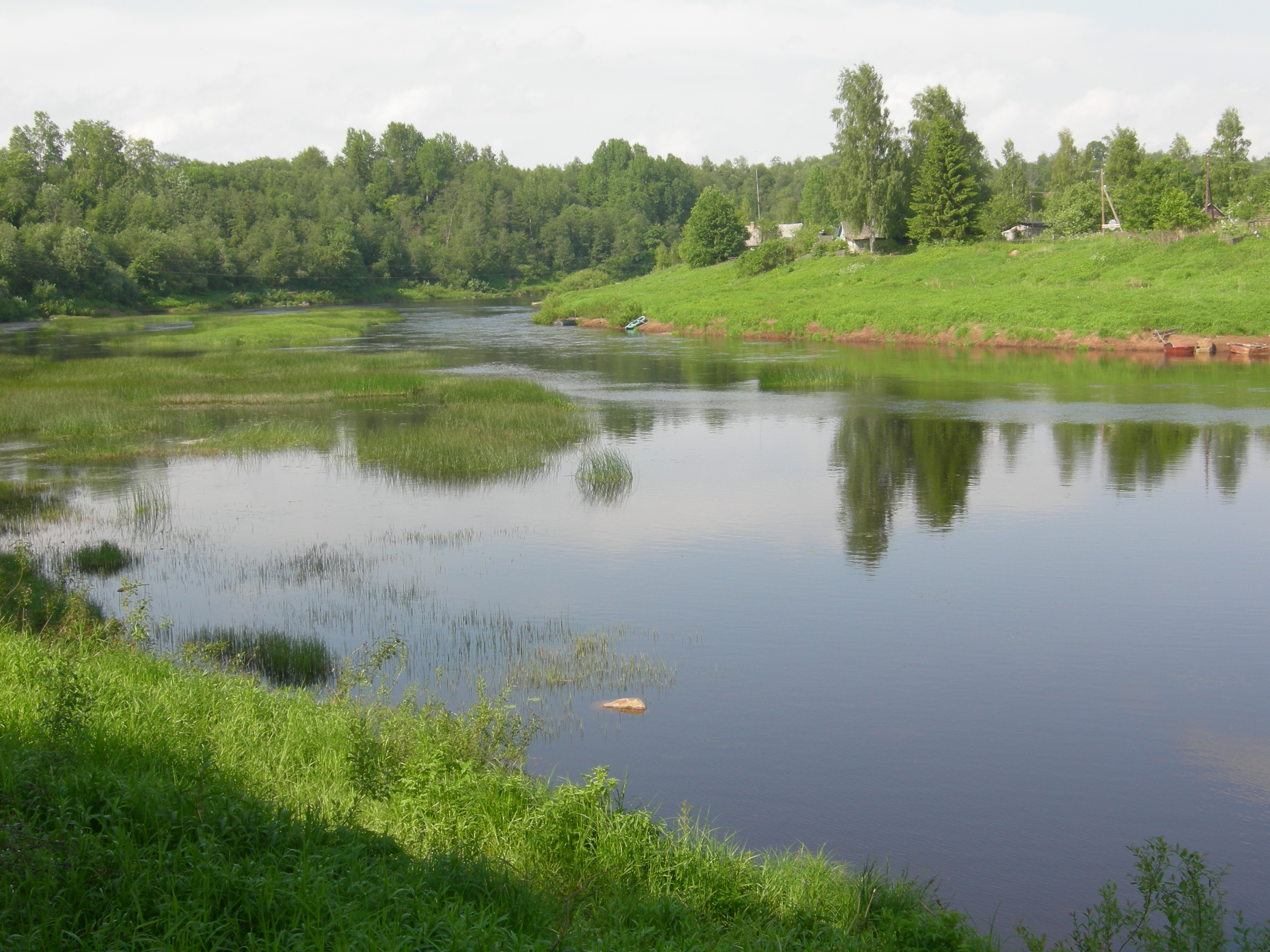

Forrásvidéke a Valdaj-hátságon található, Nyebolcsi településtől északra. Előbb keresztülvág a Tyihvini-dombságon, ezután északabbra eléri a Tyihvinka folyót, majd nyugatnak fordul és a Lunyenka ömlik belé balról. Végül északnyugatnak fordul, és a Ladoga-tóba torkollik Szjaszsztroj városánál.

## Fordítás
Ez a szócikk részben vagy egészben  a   Syas River című angol Wikipédia-szócikk ezen változatának fordításán alapul.  Az eredeti cikk szerkesztőit annak laptörténete sorolja fel. Ez a jelzés csupán a megfogalmazás eredetét és a szerzői jogokat jelzi, nem szolgál a cikkben szereplő információk forrásmegjelöléseként.